# Rune Almén
Rune Rikard Almén (* 20. Oktober 1952 in Trollhättan) ist ein ehemaliger schwedischer Leichtathlet, der sich auf den Hochsprung spezialisiert hat. Seinen größten Erfolg feierte er mit dem Gewinn der Bronzemedaille bei den Halleneuropameisterschaften 1975 in Katowice.

## Sportliche Laufbahn
Erste internationale Erfahrungen sammelte Rune Almén vermutlich im Jahr 1970, als er bei den Junioreneuropameisterschaften in Paris mit übersprungenen 1,98 m auf den zwölften Platz gelangte. 1974 belegte er bei den Halleneuropameisterschaften in Göteborg mit 2,17 m den siebten Platz und im September schied er bei den Freiluft-Europameisterschaften in Rom mit 2,08 m in der Qualifikationsrunde aus. Im Jahr darauf gewann er bei den Halleneuropameisterschaften in Katowice mit 2,19 m die Bronzemedaille hinter dem Tschechoslowaken Vladimír Malý und Endre Kelemen aus Ungarn und 1976 wurde er bei den Halleneuropameisterschaften in München mit 2,10 m Zwölfter. Im Sommer nahm er an den Olympischen Sommerspielen in Montreal teil und erreichte dort mit einer Höhe von 2,18 m im Finale Rang zehn. Im Jahr darauf belegte er bei den Halleneuropameisterschaften in Donostia / San Sebastián mit 2,22 m den vierten Platz und 1978 gelangte er bei den Europameisterschaften in Prag mit 2,18 m auf Rang zehn. 
In den Jahren von 1973 bis 1978 wurde Almén schwedischer Meister im Hochsprung im Freien sowie 1974 und 1975 sowie 1978 und 1980 in der Halle.